# Pernattia indistincta
Pernattia indistincta is een vlinder uit de familie van de spinners (Lasiocampidae). De wetenschappelijke naam van de soort is voor het eerst geldig gepubliceerd in 1886 door Butler.